# Cream soda

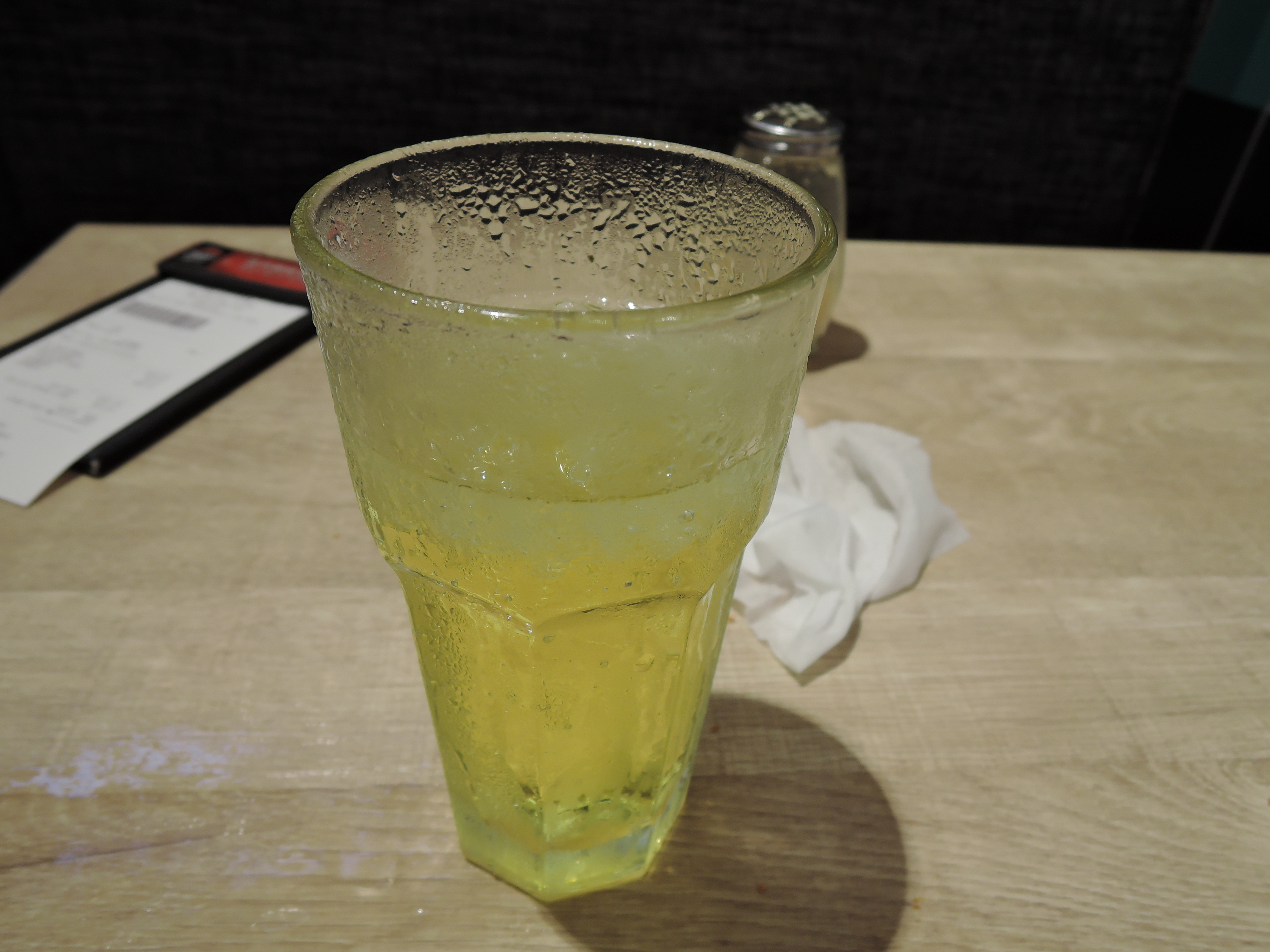
Pfirsich Cream soda in einem Restaurant

Cream soda (englisch für etwa „Sahne-Brause“) ist eine überwiegend in englischsprachigen Ländern verbreitete Gattung von Softdrinks.
Der Name dieser Getränke geht auf eine Rezeptur zurück, die tatsächlich Soda-Wasser (also mit Kohlensäure versetztes Trinkwasser) mit Ei und Sahne oder Milch kombinierte, ähnlich einem ice cream float; E. M. Sheldon veröffentlichte 1852 ein entsprechendes Rezept. Dagegen enthält heutiges cream soda keine dieser drei Zutaten mehr, sondern bezeichnet eine kohlensäurehaltige Brause mit Vanillearoma. Sie kann klar oder durch Zuckerkulör dunkel gefärbt sein, und enthält gelegentlich Koffein.
Sehr verbreitet ist das cream soda in den USA, dort ist A&W Cream Soda die bekannteste Marke, das 1986 eingeführt wurde und seit 2017 ohne Koffein angeboten wird. In Deutschland und Österreich ist das cream soda nur vereinzelt anzutreffen und gehört nicht zum typischen Warensortiment.

## Populärkultur
Apple-Gründer Steve Wozniak baute 1971 seinen ersten Hobbycomputer, den er als Cream Soda computer bezeichnete, weil er und seine Freunde damals viel von diesem Getränk konsumierten.